# Henry O'Brien
Henry O'Brien (5 de abril de 1910 — 18 de abril de 1973) foi um ciclista olímpico estadunidense. Representou sua nação nos Jogos Olímpicos de Verão de 1928 e 1932.